# پالیسیدز پارک (نیوجرسی)
پالیسیدز پارک (به انگلیسی: Palisades Park) شهری در ایالت نیوجرسی کشور ایالات متحده آمریکا است که جمعیت آن در سرشماری سال ۲۰۱۰ میلادی، ۱۹٬۶۲۲ نفر بوده‌است.